# Kalirancang
Kalirancang is een bestuurslaag in het regentschap Kebumen van de provincie Midden-Java, Indonesië. Kalirancang telt 3637 inwoners (volkstelling 2010).